# Andrea Gibson
Andrea Gibson (Calais, Maine,13 de agosto de 1975 – 14 de julho de 2025) foi poeta e ativista dos Estados Unidos da América. Viveu em Boulder, Colorado, desde 1999 até sua morte em 2025.  A poesia de Gibson foca-se em papéis de género, política, justiça social e assuntos LGBT.

## Biografia
Andrea Gibson nasceu a 13 de agosto de 1975  em Calais, Maine. A sua irmã, Laura, é mencionada no poema "The Moon Is a Kite". Cresceu numa família de religião batista e frequentou escolas locais, tendo estudado mais tarde no Saint Joseph's College of Maine.
Morou em Nova Orleães com a namorada, e em 1999 mudaram-se para Boulder, Colorado, onde se fixaram. O seu primeiro evento de microfone aberto foi no Mercury Cafe em Denver, onde Gibson se inspirou para se tornar artista de spoken word.

## Poesia
A poesia de Gibson concentra-se em papéis de gênero, política, justiça social e tópicos LGBTQ.
Em 2008, Gibson publicou o seu primeiro livro, Pole Dancing To Gospel Hymns, seguido de The Madness Vase e Pansy, publicados pela Write Bloody Publishing. Gibson também escreveu e publicou Take Me With You, um livro de citações e poemas. Em 2018 publicou Lord of the Butterflies.
O álbum Yellowbird de Gibson incorporou música com a spoken word. O confronto com o medo foi um tema recorrente nos poemas do seu álbum seguinte, Flower Boy. Em 2013 lançou Truce, seguido de Hey, Galaxy em 2018.
Gibson citou Sonya Renee Taylor, Derrick Brown, Anis Mojgani, Patricia Smith e Mary Oliver como suas influências.  Cantava poemas frequentemente no Button Poetry.

## Prémios e distinções
Gibson venceu quatro vezes o Grand Slam de Denver, tendo ficado em quarto lugar no National Poetry Slam de 2004 e em terceiro no Individual World Poetry Slam de 2006 e 2007.  Venceu a primeira edição do Women of the World Poetry Slam em 2008.
Em setembro de 2023, Gibson recebeu a distinção de Poeta Laureado do Colorado pelo Governador Jared Polis.